# سید محمد رضازاده
سیدمحمد رضازاده سیاست‌مدار ایرانی بود، که در  دوره بیست و دوم  به‌عنوان نماینده شیراز در مجلس شورای ملی حضور داشت.